# Vandrimare
Vandrimare is een gemeente in het Franse departement Eure (regio Normandië). De plaats maakt deel uit van het arrondissement Les Andelys. Vandrimare telde op 1 januari 2022 966 inwoners.

## Geografie
De oppervlakte van Vandrimare bedroeg op 1 januari 2022 6,48 vierkante kilometer; de bevolkingsdichtheid was toen 149,1 inwoners per km².

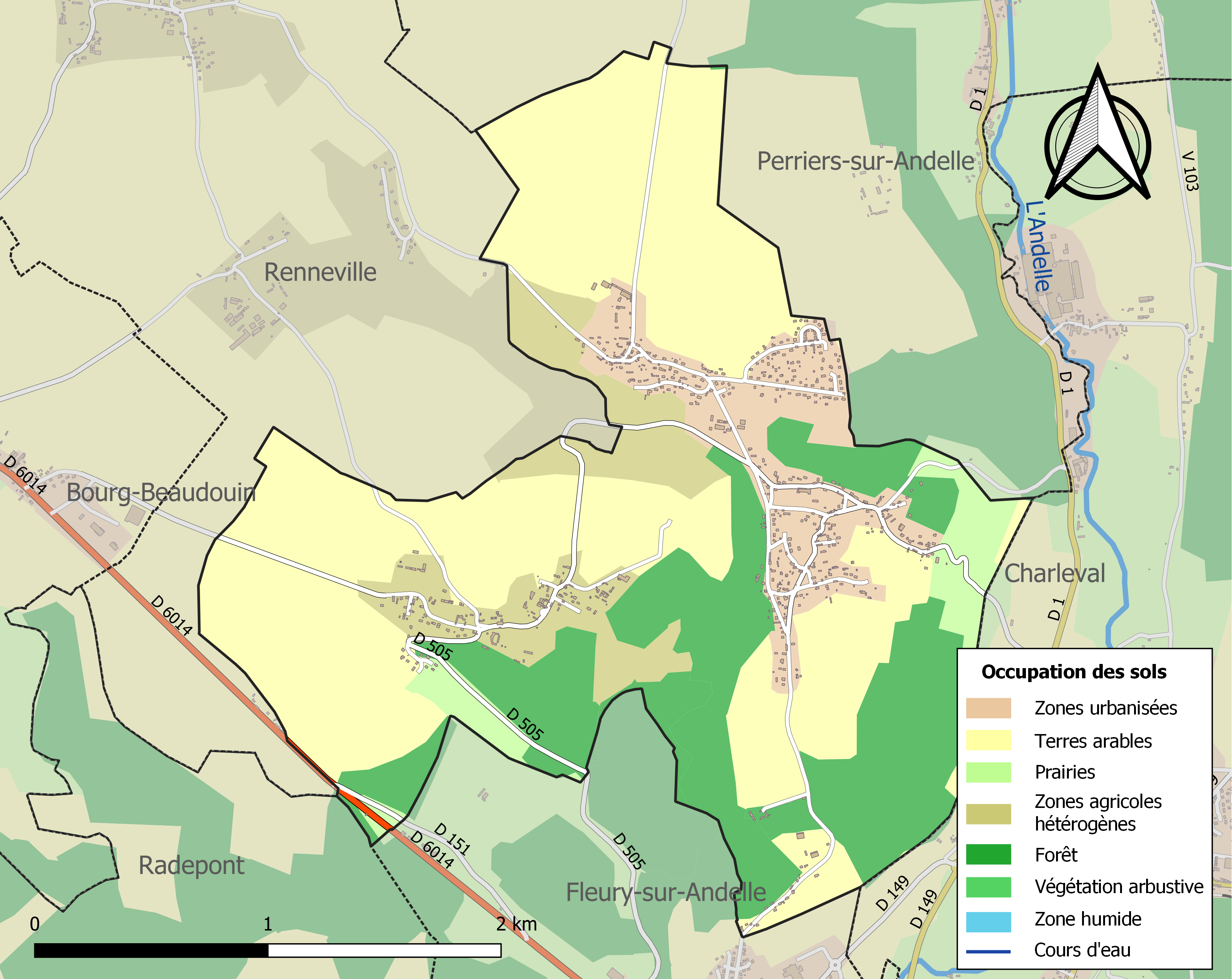
Kaart van de gemeente met belangrijkste infrastructuur, bodemgebruik en omliggende gemeenten

## Demografie
Onderstaande figuur toont het verloop van het inwonertal (bron: INSEE-tellingen).